# The Muppets
The Muppets là tên một nhóm những con rối trong các chương trình hài kịch (truyền hình, điện ảnh, âm nhạc v.v.) cùng tên của hãng Disney. Các nhân vật này do hai nhà sản xuất Jim và Jane Henson sáng tạo ra vào năm 1955.